# 黄伞白鹤藤
黄伞白鹤藤（学名：Argyreia fulvo-cymosa）为旋花科银背藤属的植物，是中国的特有植物。分布在中国大陆的广西、云南等地，生长于海拔740米至940米的地区，多生长在草坡或竹林下，目前尚未由人工引种栽培。

## 异名
- Argyreia fulvo-cymosa C. Y. Wu var. pauciflora C. Y. Wu ex Wu et Li